# Adamsäpple

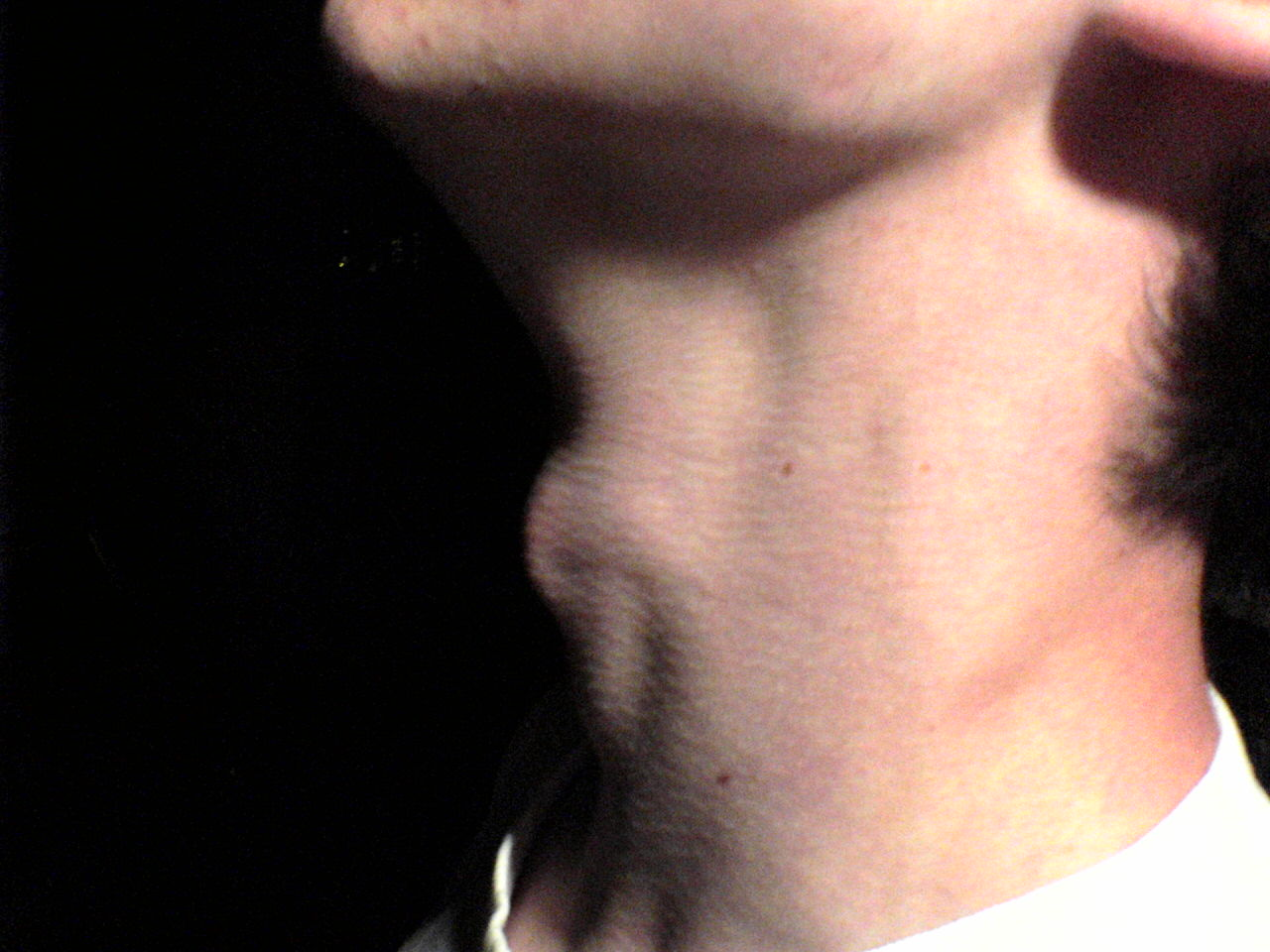
Adamsäpple

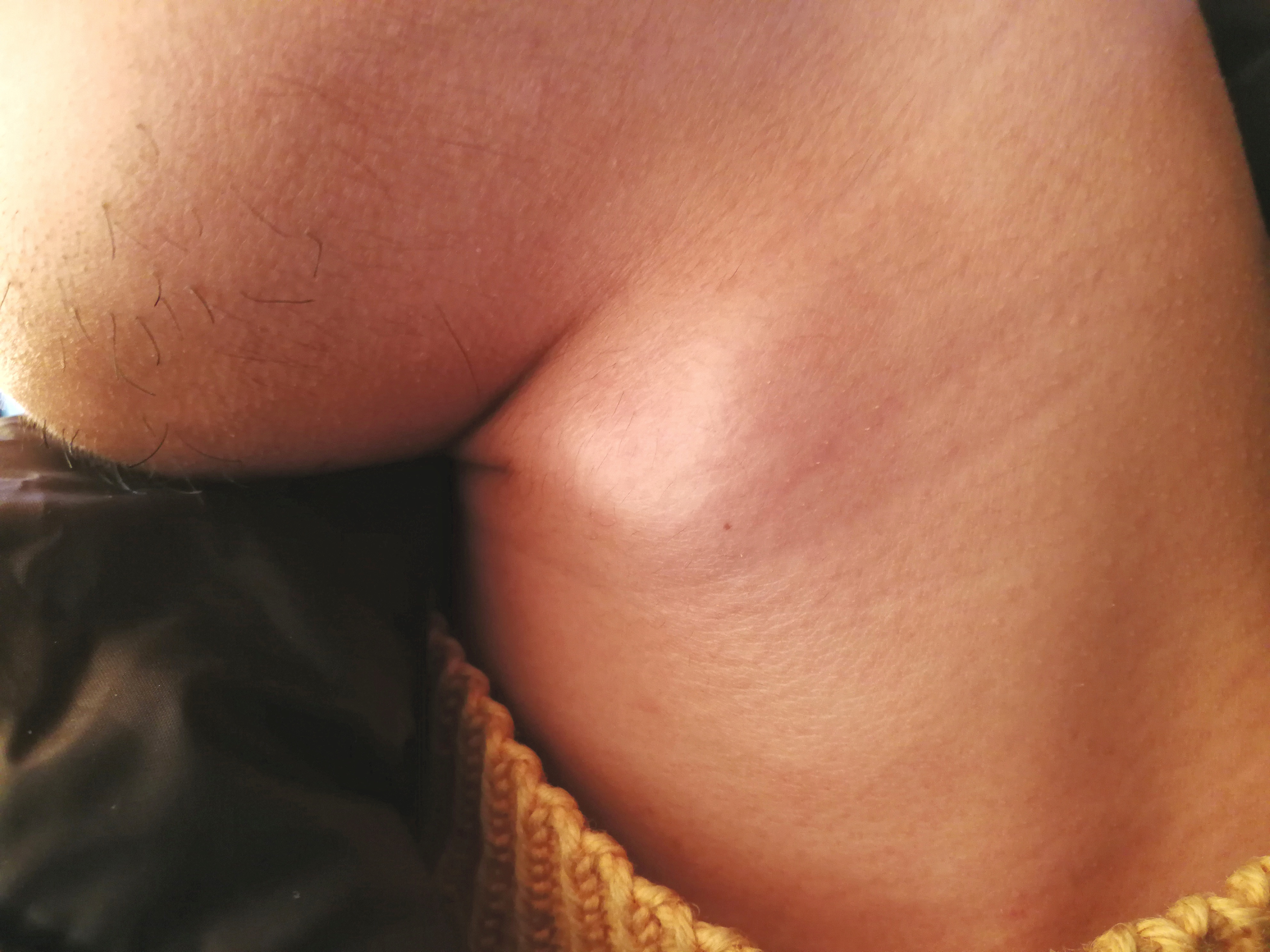
Adamsäpple

Adamsäpplet är en synlig utbuktning på halsen som beror på en tydligt framträdande främre del av struphuvudet.
Under puberteten växer struphuvudet hos både kvinnor och män (se målbrottet) och adamsäpplet blir tydligare. Eftersom struphuvudet växer mest hos män, är adamsäpplet associerat med att vara en manlig företeelse, men utbuktningen syns även på vissa kvinnor.
Ett stort adamsäpple är ofta associerat med en djup röst, även om det inte nödvändigtvis är så. Detta har att göra med att både adamsäpplets storlek och röstens tonhöjd/läge påverkas av struphuvudets storlek. Ett stort struphuvud brukar innebära långa stämband vilket i sin tur innebär en djup röst.
Personer som genomgått könskorrigering från man till kvinna på grund av transsexualism, genomgår ibland ett plastikkirurgiskt ingrepp för att minska adamsäpplets storlek, en trachea shave. Transmän som genomgår könskorrigering däremot får ofta ett synligt adamsäpple på grund av testosteron, och därmed en mörk röst.
Ett allvarligt trauma, till exempel ett mycket hårt slag, på adamsäpplet kan leda till döden genom kvävning om man inte får snabb medicinsk hjälp.

## Etymologi
Ordet adamsäpple härstammar från historien om syndafallet i Bibelns första mosebok. När Gud frågade Adam "Var är du?", skulle han ha blivit så rädd att han satte en bit av den förbjudna frukten (äpplet) i halsen (1 Mos. 3:9). Det står dock inte så i Bibeln, utan är en folkmyt.
Ordet är belagt i svenska språket sedan 1750.